# Tauron Arena Kraków
Die Tauron Arena Kraków ist eine Mehrzweckarena im Stadtbezirk Czyżyny der polnischen Stadt Krakau. Sie ist die größte Veranstaltungshalle des Landes und besitzt mit einer Fläche von 5100 m² die größte LED-Fassade Polens, sowie mit einer Fläche von 540 m² einen der größten LED-Bildschirme Europas. Die Arena war Austragungsort der Volleyball-Weltmeisterschaft der Männer 2014. Auch Spiele der Eishockey-Weltmeisterschaft der Herren 2015 Division I sowie der Handball-Europameisterschaft der Männer 2016 wurden in der Arena ausgetragen. Außerdem fand dort das von Valve gesponserte PGL Major: Kraków 2017 statt.

## Name
Ende Januar 2015 wurde bekannt, dass die Energieholding Tauron Polska Energia die Namensrechte an der Kraków Arena erworben hat. Der Vertrag hat eine Laufzeit von drei Jahren mit einer Option auf zwei weitere Jahre. Seit Februar 2015 trägt die Veranstaltungshalle den offiziellen Namen Tauron Arena Kraków.

## Arena
Die Arena selbst hat eine Nutzfläche von 61.434 m², eine Höhe von 27 m und eine Spielfläche von 4546 m². Auf dem oberen Teil der Tribüne befinden sich 6.744 Sitzplätze, die in insgesamt 24 Sektoren aufgeteilt sind. Der mittlere Teil der Tribüne bietet 1.036 Sitzplätze und der untere Teil der Tribüne bietet noch einmal 6.638 Sitzplätze. Bei Sportereignissen können mit VIP-Plätzen und behindertengerechten Plätzen 14.496 Sitzplätze belegt werden. Insgesamt bietet die Arena mit bestuhlter Spielfläche maximal 18.000 Sitzplätze oder maximal 22.800 Stehplätze.

## Trainingshalle
Neben der Arena existiert eine kleinere 11 m hohe Halle mit einer Spielfläche von 1748 m² mit einer Breite von 36 m und einer Länge von 48 m. Die Halle bietet 304 Sitzplätze und kann als Trainingshalle bei Sportereignissen, sowie für kleinere Veranstaltungen genutzt werden.

## Galerie

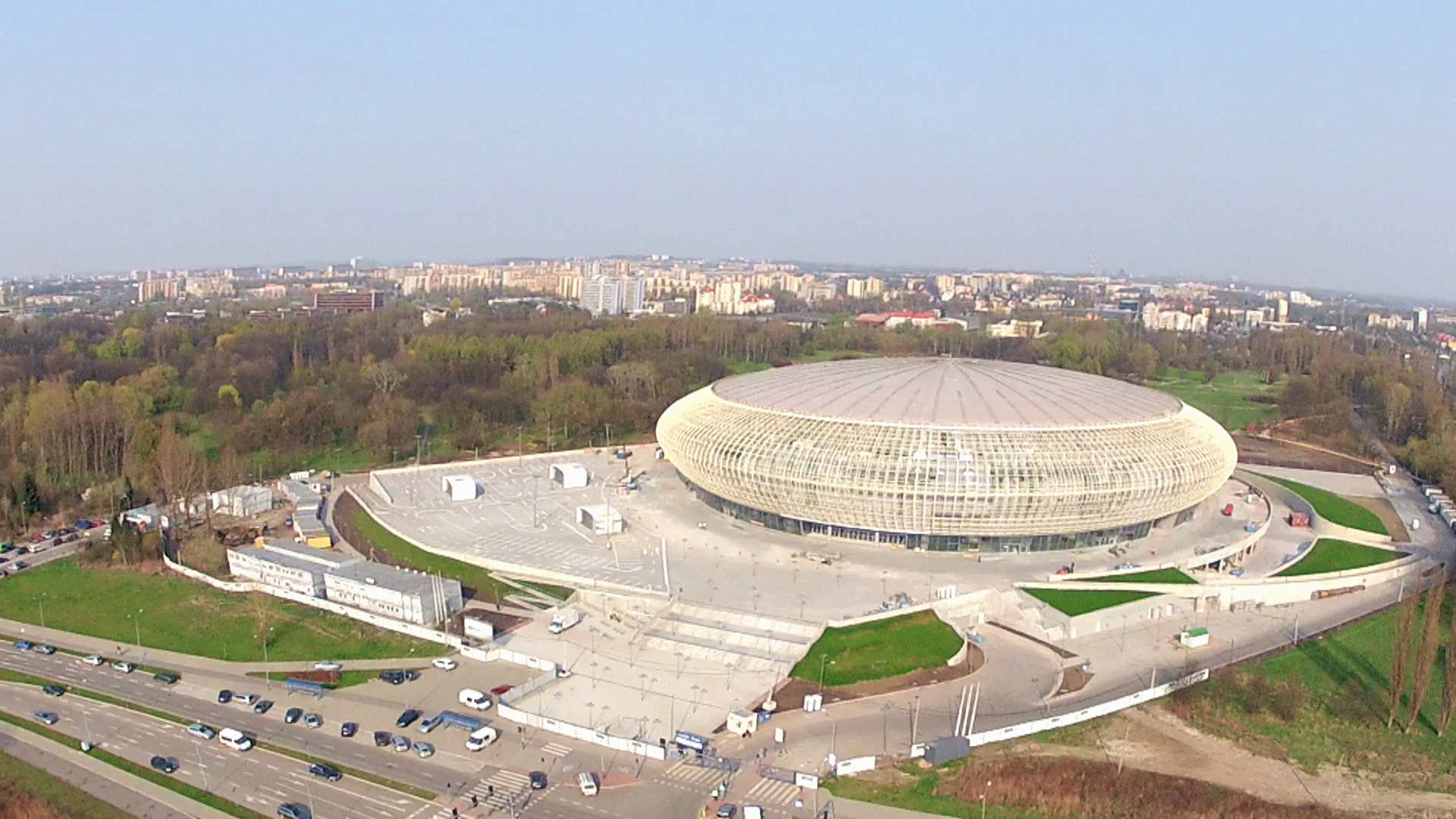
Das Gelände der Arena im April 2014
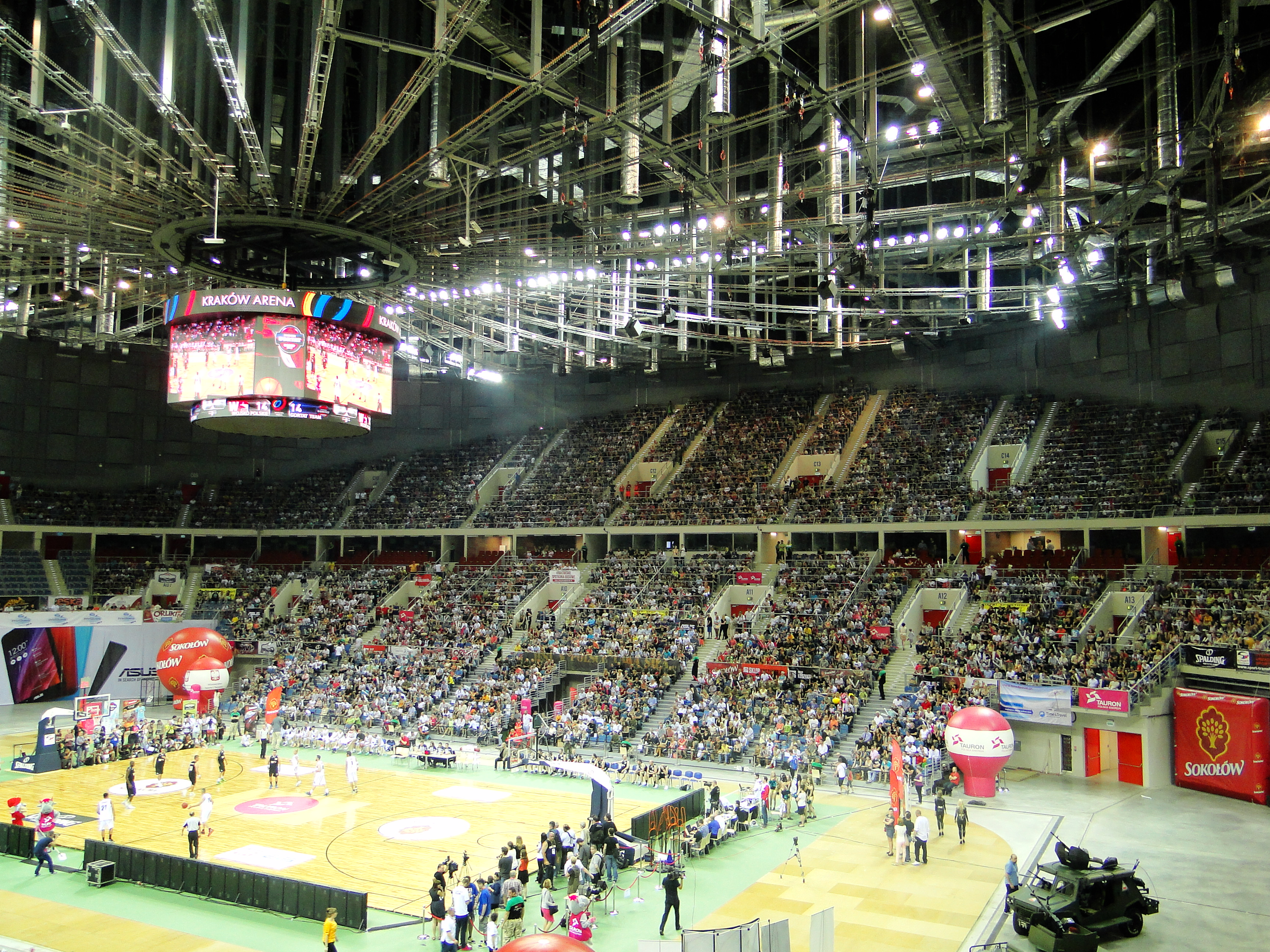
Basketball-Freundschaftsspiel zwischen dem Team Gortat und einer Auswahl der Polnischen Streitkräfte im Juni 2014
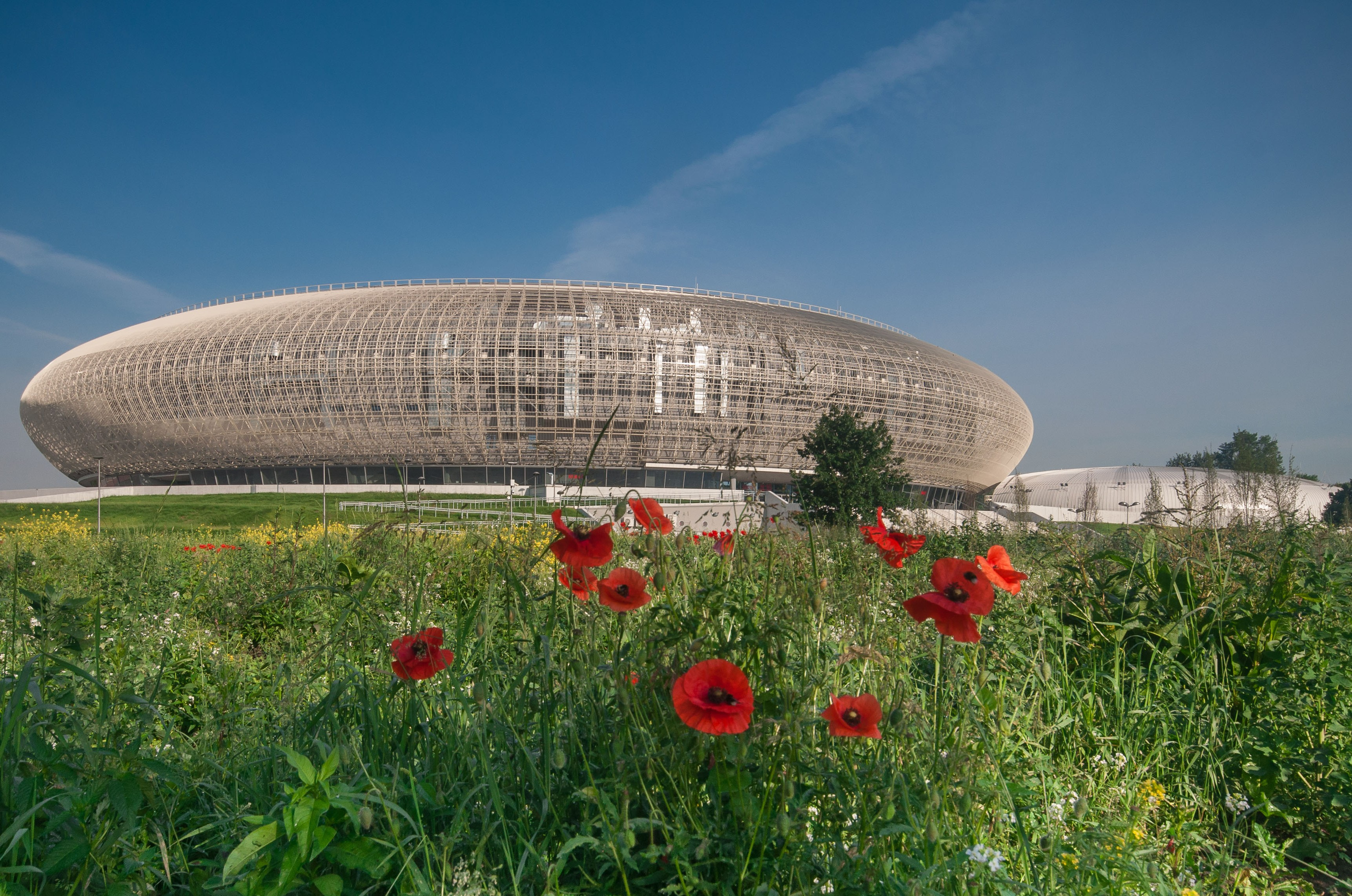
Die große Arena und rechts daneben die kleine Trainingshalle